# Martin Langebach
Martin Langebach (* 1969) ist Soziologe (M.A.) und Sozialpädagoge (Diplom) aus Düsseldorf mit den Forschungsschwerpunkten Jugend- und Kultursoziologie sowie Rechtsextremismus, zu denen er seit den 1990er-Jahren publiziert. Eine Zeit lang publizierte er auch unter dem Pseudonym Christian Dornbusch.

## Werdegang
Seit 2014 ist Martin Langebach Referent bei der Bundeszentrale für politische Bildung mit dem Arbeitsschwerpunkt Rechtsextremismus, sowie speziell Rechtsextremismus und Jugend(kulturen).
Er war zuvor Promotionsstipendiat der Friedrich-Ebert-Stiftung an der Heinrich-Heine-Universität Düsseldorf und wissenschaftlicher Mitarbeiter der Arbeitsstelle Neonazismus an der Fachhochschule Düsseldorf. Ferner war er Referent für Argumente & Kultur gegen Rechts e. V. aus Bielefeld bei zahlreichen Vorträgen und Informationsveranstaltungen, etwa an Schulen.
Langebach ist Herausgeber und Autor mehrerer fach- und themenspezifischer Bücher und schreibt regelmäßige Beiträge für Der Rechte Rand. Einige seiner Aufsätze aus verschiedenen Publikationen sind auch Bestandteil der Informationsplattformen Turn it down und Netz gegen Nazis. Er ist darüber hinaus Autor oder beratender Experte für Artikel über verschiedene Themen des Rechtsextremismus, die bisher beispielsweise in der Süddeutschen Zeitung, der Rheinischen Post, der Thüringischen Landeszeitung oder der Fachzeitschrift der Gewerkschaft der Polizei erschienen sind.

## Schriften (Auswahl)

### Als Martin Langebach
- Die Black-Metal-Szene: Eine qualitative Studie. Vdm Verlag Dr. Müller 2007. ISBN 978-3-8364-1413-5.
- RechtsRock – Made in Thüringen. Überarbeitete Neuauflage. Autor zusammen mit Jan Raabe. Landeszentrale für politische Bildung Thüringen 2010. ISBN 3-937967-08-7.
- Autonome Nationalisten. Herausgegeben von Jan Schedler/Alexander Häusler, VS-Verlag 2011, ISBN 978-3-531-17049-7.
  - Die Genese einer extrem rechten Jugendkultur. S. 36–53. (Zusammen mit Jan Raabe).
  - Jugendkulturelle Dynamik – Vom Hardcore über den NSHC zu den ‚Autonomen Nationalisten‘. S. 154–166. (Zusammen mit Jan Raabe).
- Europas radikale Rechte: Bewegungen und Parteien auf Straßen und in Parlamenten. Orell Füssli 2013. ISBN 978-3-280-05483-3 (Zusammen mit Andreas Speit).
- Erinnerungsorte der extremen Rechten. Springer VS 2015. ISBN 978-3-658-00130-8. (Herausgeber zusammen mit Michael Sturm).
- Zäsur? Politische Bildung nach dem NSU (Hrsg.) mit Cornelia Habisch. Bonn 2015. ISBN 978-3-8389-0640-9.

### Als Christian Dornbusch
- RechtsRock. Bestandsaufnahme und Gegenstrategien. Herausgeber und Autor zusammen mit Jan Raabe. Unrast Verlag 2002, ISBN 3-89771-808-1.
- Unheilige Allianzen. Black Metal zwischen Satanismus, Heidentum und Neonazismus. Autor zusammen mit Hans-Peter Killguss. Unrast Verlag 2005, ISBN 3-89771-817-0.
- RechtsRock – Made in Thüringen. Autor zusammen mit Jan Raabe. Landeszentrale für politische Bildung Thüringen 2006, ISBN 3-937967-08-7.
- RechtsRock – Made in Sachsen-Anhalt. Autor zusammen mit Jan Raabe und David Begrich. Landeszentrale für politische Bildung Sachsen-Anhalt 2007.
- 88 Fragen und Antworten zur NPD. Herausgeber und Autor zusammen mit Fabian Virchow. Wochenschau-Verlag 2008, ISBN 978-3-89974-365-4.